# Aneuidellana couturieri
Aneuidellana couturieri är en insektsart som beskrevs av Asche 1988. Aneuidellana couturieri ingår i släktet Aneuidellana och familjen sporrstritar. Inga underarter finns listade i Catalogue of Life.